# Mr. Crowley
(Ozzy Osbourne, Mr. Crowley)
Mr. Crowley è un brano musicale composto dal cantante Ozzy Osbourne, insieme a Randy Rhoads e Bob Daisley. È stato pubblicato il 20 settembre 1980 sia come traccia dell'album Blizzard of Ozz sia come singolo 7".

## Il brano
Mr. Crowley è un brano dedicato all'occultista Aleister Crowley, un esperto praticante di magia e grande conoscitore di esoterismo tra la fine dell'Ottocento e i primi decenni del Novecento. Nel 1997, 17 anni dopo la creazione del brano, con la pubblicazione di The Ozzman Cometh, Ozzy scrisse degli interessanti retroscena sulla canzone, dichiarando: «Ho letto diversi libri su Aleister Crowley. Era un ragazzo molto strano e ho sempre voluto scrivere una canzone su di lui. Mentre stavamo registrando Blizzard of Ozz, c'era un mazzo di tarocchi, da Crowley ideato, in giro per lo studio di registrazione. Beh, una cosa tira l'altra e così è nata Mr. Crowley».
Il brano è particolarmente apprezzato per le performance di Osbourne e Rhoads mentre la canzone è particolarmente nota per il coinvolgente incipit alla tastiera eseguito da Don Airey. Il brano, per merito del notevole virtuosismo alla chitarra di Randy Rhoads, è stato inserito al numero 28 della classifica dei cento migliori assoli di chitarra secondo Guitar World.

## Tracce
Lato A
1. Mr. Crowley – 4:56

Lato B
1. You Said It at All (live) – 4:10

## Formazione
- Ozzy Osbourne - voce
- Randy Rhoads - chitarra
- Lee Kerslake - batteria
- Bob Daisley - basso
- Don Airey - tastiere

## Cover
Il brano è stato reinterpretato da:
- Moonspell, tratta dall'album Darkness and Hope del 2001
- Ripper Owens con Yngwie Malmsteen
- Joe Lynn Turner
- George Lynch
- The Cardigans
- Cradle of Filth
- Ronnie James Dio
- Children of Bodom

## Curiosità
- Il brano è giocabile all'interno del gioco Guitar Hero World Tour, ed è presente nel videogame Brütal Legend le cui note iniziali accompagnano anche un filmato.